# دينامو مينسك
نادي دينامو مينسك لكرة القدم هو نادي كرة قدم احترافي يقع مقره في مينسك عاصمة روسيا البيضاء. تأسس في عام 1927، وكان الفريق الوحيد من جمهورية بيلاروسيا السوفيتية الاشتراكية الذي ينافس في الدوري السوفيتي الممتاز.

## روابط خارجية
- الموقع الرسمي (بالبيلاروسية) (بالروسية) (بالإنجليزية)